# Death by Rock and Roll (песня)
«Death by Rock and Roll» — песня американской рок-группы The Pretty Reckless, выпущенная в качестве главного сингла с их четвёртого одноимённого студийного альбома. В качестве ведущего сингла альбома песня была выпущена в цифровых магазинах 15 мая 2020 года и на рок-радиостанциях 9 июня того же года (active rock). Это первый сингл группы на лейбле Fearless Records.

## О сингле
«Death by Rock and Roll» была написана участниками группы Тейлор Момсен и Беном Филлипсом. Песня является данью уважения покойному продюсеру Като Кхандвале, работавшему над первыми тремя альбомами группы. Продюсированием занимался Джонатан Уаймен, что сделало её первой песней, которую продюсировал другой продюсер.

## Коммерческий успех
В июле 2020 года «Death by Rock and Roll» стал пятым синглом The Pretty Reckless, достигшем первого места в Billboards Mainstream Rock chart, установив новый рекорд для рок-групп с женским вокалом. Песня оставалась на вершине хит-парада три недели подряд. Также она возглавила Billboard's Canada Rock, став первой песней группы, попавшей на первое место в чарте.

## Музыкальное видео
18 июня 2020 года The Pretty Reckless выпустили анимационное лирик-видео на песню «Death by Rock and Roll» под художественным руководством Лукаса Дэвида.

## Чарты
| Чарт (2020)                                  | Высшая позиция |
| -------------------------------------------- | -------------- |
| Канада (Billboard Rock)                      | 1              |
| США (Billboard Hot Rock & Alternative Songs) | 19             |
| США (Billboard Mainstream Rock)              | 1              |

## История релиза
| Регион | Дата            | Формат                       | Версия       | Лейбл            | Источник |
| ------ | --------------- | ---------------------------- | ------------ | ---------------- | -------- |
| Разные | 15 мая 2020     | Цифровое скачивание стриминг | Оригинальная | Fearless         | [ 3 ]    |
| США    | 9 июня 2020     | Active rock                  | Оригинальная | Fearless Concord | [ 4 ]    |
| Разные | 21 августа 2020 | Цифровое скачивание стриминг | Акустическая | Fearless         | [ 11 ]   |